# Historia del idioma danés
| Nórdico antiguo occidental Nórdico antiguo oriental Gútnico antiguo Inglés antiguo Gótico de Crimea Otras lenguas germánicas con las cuales el nórdico antiguo tiene alguna inteligibilidad mutua. |

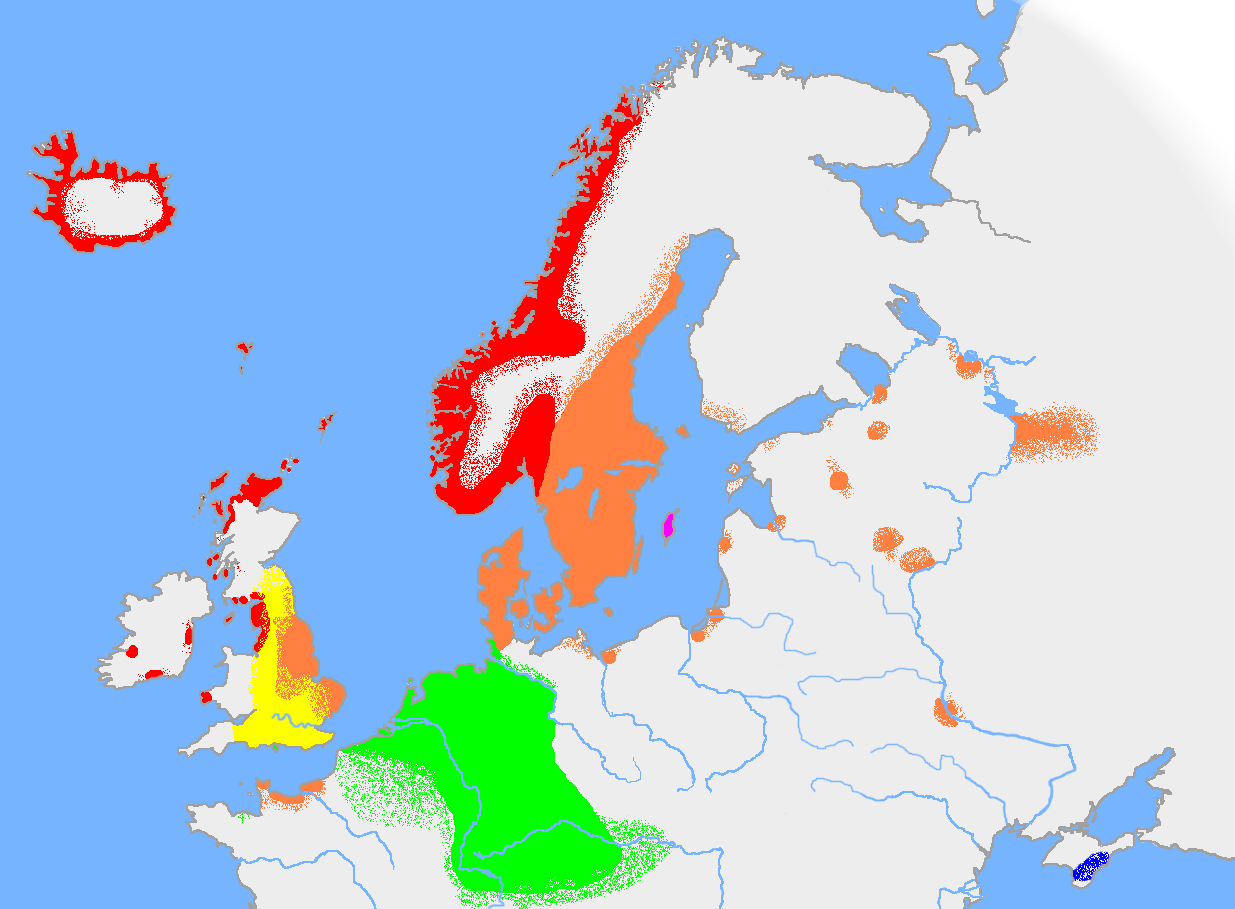
Nórdico antiguo occidental
Nórdico antiguo oriental
Gútnico antiguo
Inglés antiguo
Gótico de Crimea
Otras lenguas germánicas con las cuales el nórdico antiguo tiene alguna inteligibilidad mutua.

El idioma danés se desarrolló durante la Edad Media a partir del antiguo nórdico oriental. Tanto el moderno danés, como el sueco derivan del antiguo nórdico oriental, que a su vez es una forma tardía del nórdico antiguo (del que en última instancia derivan todas las lenguas nórdicas).
La historia del danés se divide convencionalmente en tres períodos:
- Antiguo danés (nórdico antiguo oriental), siglos IX al XI.
- Danés medio, siglos XII al XV.
- Danés moderno, siglo XVI a la actualidad.

## Antiguo danés
El nórdico antiguo oriental también se denomina sueco rúnico en Suecia y danés rúnico en Dinamarca, aunque hasta el siglo XII, el dialecto era el mismo en los dos países. Los dialectos son llamados rúnicos porque el corpus principal de textos aparece escrito en alfabeto rúnico. A diferencia del protonórdico, el cual era escrito en futhark antiguo, el nórdico antiguo se escribía mediante el futhark reciente, de tan sólo 16 letras. Debido al número limitado de runas, algunas se usaban para varios fonemas, como la runa para la vocal u, la cual se usaba también para las vocales o, ø e y, y la runa para i también se usaba para e.
Un cambio que separó el nórdico antiguo oriental (sueco y danés rúnicos) del nórdico antiguo occidental fue el cambio del diptongo æi (nórdico antiguo occidental ei) al monoptongo e, como de stæin a sten. Esto se ve reflejado en las inscripciones rúnicas donde se ve la antigua stain y la más reciente stin. También hubo un cambio de au como en dauðr a ø como en  døðr. Este cambio se ve reflejado en la inscripciones rúnicas como el cambio de tauþr a  tuþr. Lo que es más, el diptongo øy (nórdico antiguo occidental ey) también cambió a ø, como en la palabra del nórdico antiguo usada para "isla".

## Danés medio
A partir del 1100 en adelante, el dialecto de Suecia empezó a diferenciarse del de Dinamarca. Las innovaciones se extendieron de forma desigual desde Dinamarca, lo que creó una serie de fronteras mínimas dialectales, isoglosas, desde Selandia hasta Sueonia.

## Danés moderno
La primera traducción de la Biblia al danés se publicó en 1550.
Algunos autores destacados de obras en danés son el filósofo existencialista Søren Kierkegaard, el prolífico escritor de cuentos de hadas Hans Christian Andersen, y el dramaturgo Ludvig Holberg. Tres autores daneses del siglo XX han sido laureados con el Premio Nobel de Literatura: Karl Adolph Gjellerup, Henrik Pontoppidan (ambos lo recibieron en 1917) y Johannes Vilhelm Jensen (premiado en 1944).